# NGC 7167
NGC 7167 é uma galáxia espiral barrada (SBc) localizada na direcção da constelação de Aquarius. Possui uma declinação de -24° 37' 59" e uma ascensão recta de 22 horas, 00 minutos e 30,8 segundos.
A galáxia NGC 7167 foi descoberta em 29 de Julho de 1834 por John Herschel.